# チャールズ・ウィットワース (初代ウィットワース男爵)

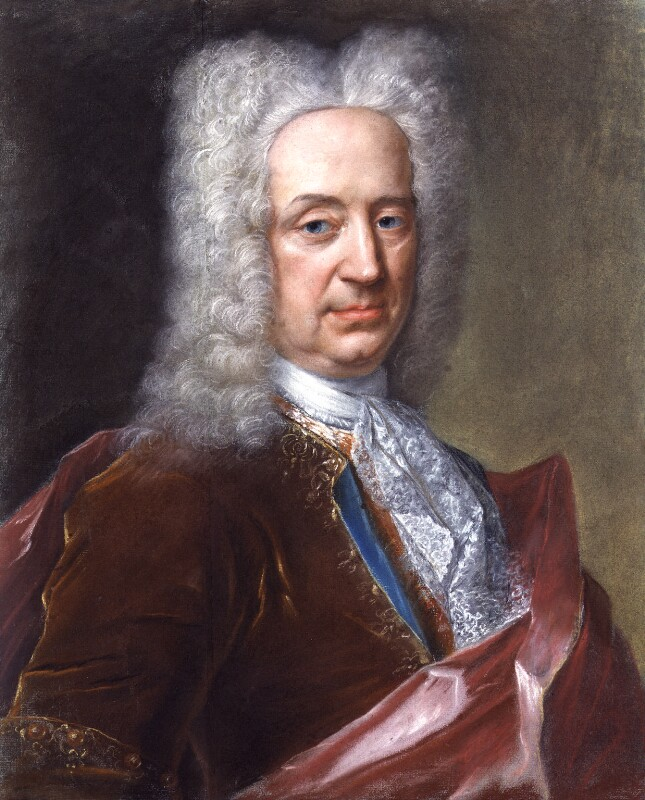
初代ウィットワース男爵の肖像画、ギヨーム・ビロション（Guillaume Birochon）作、1724年/1725年。

初代ウィットワース男爵チャールズ・ウィットワース（英語: Charles Whitworth, 1st Baron Whitworth、1675年10月14日（洗礼日） – 1725年10月23日）は、イギリスの外交官。

## 生涯
リチャード・ウィットワース（Richard Whitworth）とアン・モーズリー（Anne Moseley、フランシス・モーズリーの娘）の長男として、1675年にブロワーパイプ（Blowerpipe）で生まれ、同年10月14日にウィルムズローで洗礼を受けた。1690年にウェストミンスター・スクールで教育を受けた後、1694年6月21日にケンブリッジ大学トリニティ・カレッジに入学、1699年/1700年にB.A.の学位を修得、1700年にフェローに選出された。また、1694年10月30日にミドル・テンプルにも入学した。
1700年、ベルリン駐在公使ジョージ・ステップニーの秘書として外交畑に入り、1702年2月28日にはステップニーの推薦を受けてレーゲンスブルク帝国会議でイングランド代表として出席した。1704年9月2日にロシア・ツァーリ国駐在イングランド特命全権公使に任命され、以降6年間務めた。在任中の1709年、ポルタヴァの戦いにおけるピョートル1世の勝利を祝うと、ピョートル1世は機に乗じてロンドン駐在ロシア大使アンドレイ・マトヴェーエフの逮捕と投獄に関わった人物を全員処刑するよう要求したが、ウィットワースは関係者がすでに（軽いながら）処罰されたことと1708年外交特権法が成立していたことを挙げてごまかし、さらにピョートル1世を「皇帝」と呼称したことで彼を喜ばせた。1711年にウィーン駐在大使に任命されたが、ロンドン・ガゼットでは1712年12月26日付けの記事で「モスクワのツァーリへの特命全権大使チャールズ・ウィットワース」の帰国を報じており、正式にはロシア駐在公使を解任されていないこととなる。その間にもアン女王からロシアの戦略を探るよう命じられ、宮廷で影響力を有する人々に接し、ロシアのお雇い外国人に取り入って情報を得、それを暗号文にしてロンドンに送った。ウィーン駐在大使としてはオーストリアにマールバラ公爵への兵員提供が不足していることについて追及しようとしたが、失敗に終わった。
1713年12月、ユトレヒトで締結された通商航海条約についてフランス王国との交渉役に任命された。1714年4月、バーデンで行われる予定の、神聖ローマ帝国とフランス王国の講和会議へのイギリス代表に任命された。その後、レーゲンスブルク帝国会議へイギリス代表として派遣された。
1716年7月、プロイセン王国駐在特命全権大使に任命されたが、翌年4月にデン・ハーグに転じ、ネーデルラント連邦共和国を説得してイギリスによるスウェーデン帝国への禁輸を従わせようとした。その後、1719年にベルリンに戻った。
1721年1月9日、アイルランド貴族であるゴールウェイのウィットワース男爵に叙された。1722年2月、カンブレー会議へのイギリス代表として派遣され、そこでフランス・スペイン間の秘密条約への反対を表明するとともに、パッサロ岬の海戦で撃沈されたスペイン船を補償しつつ貿易での譲歩を引き出した。1722年にワイト島のニューポート選挙区で庶民院に当選したが、任期中のほとんどの時期はカンブレー会議と重なり国外に滞在した。
1725年10月23日、ロンドンの自宅で病死、子供がいなかったため爵位は廃絶した。1725年11月6日、ウェストミンスター寺院に埋葬された

## 家族
1720年6月20日（グレゴリオ暦）、ヴォールグラモン女伯爵マグダレーナ・ジャコバ（Magdalena Jacoba, countess de Vaulgremont、1734年没）と結婚したが、2人の間に子供はいなかった。